# 鸽子台水库

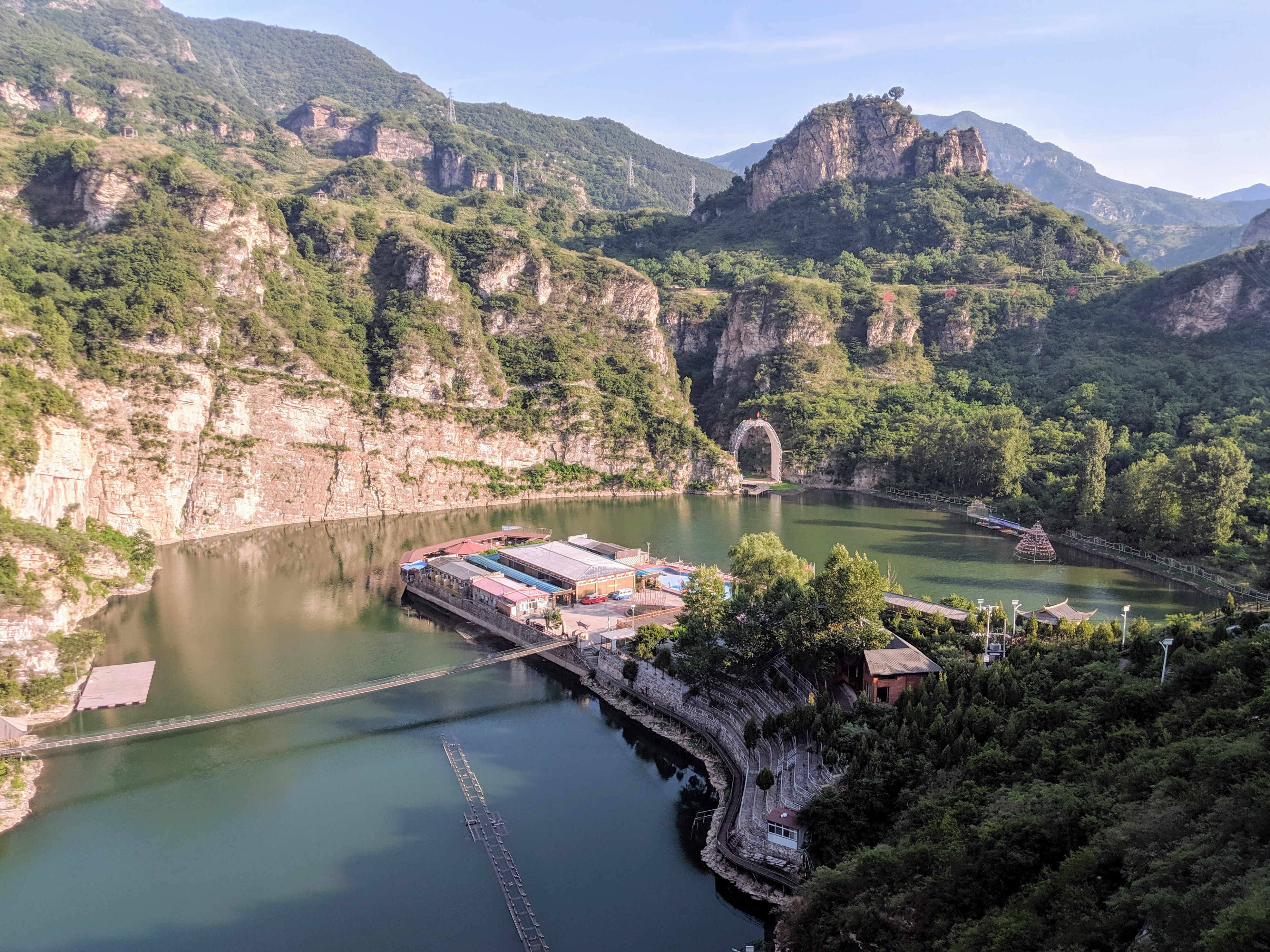
鸽子台水库金水湖景区

鸽子台水库是位于北京房山区西霞云岭的水库，拦截大石河上游。
1969-1972年建成。常年水面面积30万平方米，库容180万立方米，控制上游流域面积117平方公里。有主坝、溢洪道、输水管道各1座。主坝高14.5米，顶长125米。年供水85万立方米。